# Grönländische Fußballmeisterschaft 1990
Die Grönländische Fußballmeisterschaft 1990 war die 28. Spielzeit der Grönländischen Fußballmeisterschaft.
Meister wurde zum fünften Mal NÛK.

## Teilnehmer
Folgende Mannschaften nahmen an der Meisterschaft teil. Teilnehmer der Schlussrunde sind fett.
- K'ingmeĸ-45 Upernavik
- FC Malamuk Uummannaq
- UB-68 Uummannaq
- Disko-76 Qeqertarsuaq
- I-69 Ilulissat
- N-48 Ilulissat
- R-77 Oqaatsut
- Kugsak-45 Qasigiannguit
- A-51 Akunnaaq
- T-41 Aasiaat
- Ippernaq-53 Kangaatsiaq
- KB-84 Kangaatsiaq
- S-68 Sisimiut
- SAK Sisimiut
- SAK Sisimiut II
- K'âsuk Kangaamiut
- Aĸigssiaĸ Maniitsoq
- Kâgssagssuk Maniitsoq
- B-67 Nuuk
- NÛK
- NÛK II
- SK-51 Kapisillit
- Iliarssuk Qeqertarsuatsiaat
- Nagtoralik Paamiut
- Pamêĸ-45 Arsuk
- N-85 Narsaq
- K-33 Qaqortoq
- QAA Qaqortoq
- Arssaĸ-50 Alluitsup Paa
- Siuteroĸ Nanortalik
- ATA Tasiilaq

## Modus
Erstmals seit Jahrzehnten ist wieder der gesamte Spielplan bekannt. In der ersten Runde traten 20 Mannschaften in sechs Gruppen mit zwei bis fünf Mannschaften gegeneinander an, von denen sich der Gruppensieger und in der Fünfergruppe der Gruppenzweite für die Zwischenrunde qualifizierten. Dort wurden die sieben Mannschaften und zehn weitere Mannschaften in fünf Gruppen mit drei bis fünf Mannschaften eingeteilt. Die Gruppensieger und ein Gruppenzweiter qualifizierten sich für die Schlussrunde. Dort wurden die Mannschaften in zwei Gruppen eingeteilt und spielten danach den Meister aus.

## Ergebnisse

### Vorrunde

#### Gruppe A
| Pl. | Verein                  | Sp. | S | U | N | Tore    | Punkte |
| --- | ----------------------- | --- | - | - | - | ------- | ------ |
| 1.  | N-85 Narsaq             | 2   | 2 | 0 | 0 | 009:100 | 04     |
| 2.  | Siuteroĸ Nanortalik     | 2   | 1 | 0 | 1 | 008:800 | 02     |
| 3.  | Arssaĸ-50 Alluitsup Paa | 2   | 0 | 0 | 2 | 004:120 | 0      |

|                     | Ergebnis |                         | Ort    |
| ------------------- | -------- | ----------------------- | ------ |
| Siuteroĸ Nanortalik | 1:4      | N-85 Narsaq             | Narsaq |
| Siuteroĸ Nanortalik | 7:4      | Arssaĸ-50 Alluitsup Paa | Narsaq |
| N-85 Narsaq         | 5:0      | Arssaĸ-50 Alluitsup Paa | Narsaq |

#### Gruppe B
| Pl. | Verein                      | Sp. | S | U | N | Tore    | Punkte |
| --- | --------------------------- | --- | - | - | - | ------- | ------ |
| 1.  | K-33 Qaqortoq               | 4   | 3 | 1 | 0 | 009:200 | 07     |
| 2.  | Nagtoralik Paamiut          | 4   | 3 | 1 | 0 | 010:400 | 07     |
| 3.  | Iliarssuk Qeqertarsuatsiaat | 4   | 1 | 1 | 2 | 014:800 | 03     |
| 4.  | Pamêĸ-45 Arsuk              | 4   | 0 | 2 | 2 | 000:600 | 02     |
| 5.  | QAA Qaqortoq                | 4   | 0 | 1 | 3 | 002:150 | 01     |

|                             | Ergebnis |                             | Ort      |
| --------------------------- | -------- | --------------------------- | -------- |
| K-33 Qaqortoq               | 2:0      | QAA Qaqortoq                | Qaqortoq |
| K-33 Qaqortoq               | 1:1      | Nagtoralik Paamiut          | Qaqortoq |
| K-33 Qaqortoq               | 4:1      | Iliarssuk Qeqertarsuatsiaat | Qaqortoq |
| K-33 Qaqortoq               | 2:0      | Pamêĸ-45 Arsuk              | Qaqortoq |
| QAA Qaqortoq                | 1:2      | Nagtoralik Paamiut          | Qaqortoq |
| QAA Qaqortoq                | 01:11    | Iliarssuk Qeqertarsuatsiaat | Qaqortoq |
| QAA Qaqortoq                | 0:0      | Pamêĸ-45 Arsuk              | Qaqortoq |
| Nagtoralik Paamiut          | 3:2      | Iliarssuk Qeqertarsuatsiaat | Qaqortoq |
| Nagtoralik Paamiut          | 4:0      | Pamêĸ-45 Arsuk              | Qaqortoq |
| Iliarssuk Qeqertarsuatsiaat | 0:0      | Pamêĸ-45 Arsuk              | Qaqortoq |

#### Gruppe C
| Pl. | Verein                | Sp. | S | U | N | Tore    | Punkte |
| --- | --------------------- | --- | - | - | - | ------- | ------ |
| 1.  | Aĸigssiaĸ Maniitsoq   | 2   | 1 | 1 | 0 | 004:300 | 03     |
| 2.  | Kâgssagssuk Maniitsoq | 2   | 0 | 1 | 1 | 003:400 | 01     |

|                       | Ergebnis |                       | Ort       |
| --------------------- | -------- | --------------------- | --------- |
| Aĸigssiaĸ Maniitsoq   | 2:1      | Kâgssagssuk Maniitsoq | Maniitsoq |
| Kâgssagssuk Maniitsoq | 2:2      | Aĸigssiaĸ Maniitsoq   | Maniitsoq |

#### Gruppe D
| Pl. | Verein         | Sp. | S | U | N | Tore    | Punkte |
| --- | -------------- | --- | - | - | - | ------- | ------ |
| 1.  | N-48 Ilulissat | 2   | 2 | 0 | 0 | 004:200 | 04     |
| 2.  | R-77 Oqaatsut  | 2   | 0 | 1 | 1 | 005:600 | 01     |
| 3.  | I-69 Ilulissat | 2   | 0 | 1 | 1 | 003:400 | 01     |

|                | Ergebnis |                | Ort       |
| -------------- | -------- | -------------- | --------- |
| N-48 Ilulissat | 1:0      | I-69 Ilulissat | Ilulissat |
| N-48 Ilulissat | 3:2      | R-77 Oqaatsut  | Ilulissat |
| R-77 Oqaatsut  | 3:3      | I-69 Ilulissat | Ilulissat |

#### Gruppe E
| Pl. | Verein          | Sp. | S | U | N | Tore    | Punkte |
| --- | --------------- | --- | - | - | - | ------- | ------ |
| 1.  | SAK Sisimiut    | 4   | 3 | 0 | 1 | 016:400 | 06     |
| 2.  | S-68 Sisimiut   | 4   | 2 | 1 | 1 | 012:700 | 05     |
| 3.  | SAK Sisimiut II | 4   | 0 | 1 | 3 | 005:220 | 01     |

|                 | Ergebnis |                 | Ort      |
| --------------- | -------- | --------------- | -------- |
| SAK Sisimiut    | 6:0      | SAK Sisimiut II | Sisimiut |
| SAK Sisimiut    | 1:4      | S-68 Sisimiut   | Sisimiut |
| SAK Sisimiut II | 3:3      | S-68 Sisimiut   | Sisimiut |
| SAK Sisimiut II | 0:8      | SAK Sisimiut    | Sisimiut |
| S-68 Sisimiut   | 0:1      | SAK Sisimiut    | Sisimiut |
| S-68 Sisimiut   | 5:2      | SAK Sisimiut II | Sisimiut |

#### Gruppe F
| Pl. | Verein                  | Sp. | S | U | N | Tore    | Punkte |
| --- | ----------------------- | --- | - | - | - | ------- | ------ |
| 1.  | T-41 Aasiaat            | 3   | 3 | 0 | 0 | 009:200 | 06     |
| 2.  | A-51 Akunnaaq           | 3   | 2 | 0 | 1 | 005:200 | 04     |
| 3.  | Ippernaq-53 Kangaatsiaq | 3   | 0 | 1 | 2 | 005:900 | 01     |
| 4.  | KB-84 Kangaatsiaq       | 3   | 0 | 1 | 2 | 004:900 | 01     |

|                         | Ergebnis |                         | Ort     |
| ----------------------- | -------- | ----------------------- | ------- |
| T-41 Aasiaat            | 2:0      | A-51 Akunnaaq           | Aasiaat |
| T-41 Aasiaat            | 4:2      | Ippernaq-53 Kangaatsiaq | Aasiaat |
| T-41 Aasiaat            | 3:1      | KB-84 Kangaatsiaq       | Aasiaat |
| A-51 Akunnaaq           | 2:0      | Ippernaq-53 Kangaatsiaq | Aasiaat |
| A-51 Akunnaaq           | 3:0      | KB-84 Kangaatsiaq       | Aasiaat |
| Ippernaq-53 Kangaatsiaq | 3:3      | KB-84 Kangaatsiaq       | Aasiaat |

### Zwischenrunde

#### Gruppe A
Von den letzten beiden Spielen ist das Ergebnis unbekannt. Möglicherweise wurden sie nicht ausgetragen. Sofern nur ein Verein der Gruppe in die Schlussrunde einziehen sollte (obwohl die Gruppe größer war als Gruppe D, wo sich zwei Mannschaften qualifizierten), hätte NÛK schon vor Austragung der letzten beiden Spiele als Gruppensieger festgestanden.
| Platz | Mannschaft       | Sp | S   | U   | N   | T       | P   |
| ----- | ---------------- | -- | --- | --- | --- | ------- | --- |
| 1.    | NÛK              | 4  | 4   | 0   | 0   | 40:40   | 8   |
| 2.    | B-67 Nuuk        | 4  | 2–3 | 0–  | 1–2 | 21+:5+  | 4–6 |
| 3.    | ATA Tasiilaq     | 4  | 1–2 | 0–1 | 2–3 | 19+:12+ | 2–4 |
| 4.    | NÛK II           | 4  | 1–2 | 0–1 | 2–3 | 6+:9+   | 2–4 |
| 5.    | SK-51 Kapisillit | 4  | 0–1 | 0–1 | 3–4 | 00+:56+ | 0–2 |

|              | Ergebnis |                  |
| ------------ | -------- | ---------------- |
| NÛK          | 5:2      | NÛK II           |
| B-67 Nuuk    | 19:00    | SK-51 Kapisillit |
| ATA Tasiilaq | 1:8      | NÛK              |
| NÛK II       | 0:1      | B-67 Nuuk        |
| ATA Tasiilaq | 15:00    | SK-51 Kapisillit |
| NÛK          | 5:1      | B-67 Nuuk        |
| NÛK II       | 4:3      | ATA Tasiilaq     |
| NÛK          | 22:00    | SK-51 Kapisillit |
| NÛK II       | ?:?      | SK-51 Kapisillit |
| B-67 Nuuk    | ?:?      | ATA Tasiilaq     |

#### Gruppe B
| Pl. | Verein              | Sp. | S | U | N | Tore    | Punkte |
| --- | ------------------- | --- | - | - | - | ------- | ------ |
| 1.  | Aĸigssiaĸ Maniitsoq | 2   | 2 | 0 | 0 | 007:200 | 04     |
| 2.  | SAK Sisimiut        | 2   | 0 | 0 | 2 | 002:700 | 0      |

|                     | Ergebnis |                     |
| ------------------- | -------- | ------------------- |
| Aĸigssiaĸ Maniitsoq | 5:2      | SAK Sisimiut        |
| SAK Sisimiut        | 0:2      | Aĸigssiaĸ Maniitsoq |

#### Gruppe C
| Pl. | Verein             | Sp. | S | U | N | Tore    | Punkte |
| --- | ------------------ | --- | - | - | - | ------- | ------ |
| 1.  | K-33 Qaqortoq      | 2   | 1 | 1 | 0 | 004:300 | 03     |
| 2.  | Nagtoralik Paamiut | 2   | 0 | 2 | 0 | 005:500 | 02     |
| 3.  | N-85 Narsaq        | 2   | 0 | 1 | 1 | 004:500 | 01     |

|                    | Ergebnis |                    | Ort     |
| ------------------ | -------- | ------------------ | ------- |
| Nagtoralik Paamiut | 3:3      | N-85 Narsaq        | Paamiut |
| K-33 Qaqortoq      | 2:2      | Nagtoralik Paamiut | Paamiut |
| K-33 Qaqortoq      | 2:1      | N-85 Narsaq        | Paamiut |

#### Gruppe D
| Pl. | Verein                  | Sp. | S | U | N | Tore    | Punkte |
| --- | ----------------------- | --- | - | - | - | ------- | ------ |
| 1.  | Disko-76 Qeqertarsuaq   | 3   | 1 | 2 | 0 | 007:400 | 04     |
| 2.  | T-41 Aasiaat            | 3   | 1 | 2 | 0 | 004:200 | 04     |
| 3.  | Kugsak-45 Qasigiannguit | 3   | 1 | 1 | 1 | 006:400 | 03     |
| 4.  | N-48 Ilulissat          | 3   | 0 | 1 | 2 | 002:900 | 01     |

|                         | Ergebnis |                       | Ort       |
| ----------------------- | -------- | --------------------- | --------- |
| Kugsak-45 Qasigiannguit | 2:2      | Disko-76 Qeqertarsuaq | Ilulissat |
| N-48 Ilulissat          | 1:1      | T-41 Aasiaat          | Ilulissat |
| Kugsak-45 Qasigiannguit | 4:0      | N-48 Ilulissat        | Ilulissat |
| T-41 Aasiaat            | 1:1      | Disko-76 Qeqertarsuaq | Ilulissat |
| Kugsak-45 Qasigiannguit | 0:2      | T-41 Aasiaat          | Ilulissat |
| N-48 Ilulissat          | 1:4      | Disko-76 Qeqertarsuaq | Ilulissat |

#### Gruppe E
| Pl. | Verein                | Sp. | S | U | N | Tore    | Punkte |
| --- | --------------------- | --- | - | - | - | ------- | ------ |
| 1.  | FC Malamuk Uummannaq  | 4   | 3 | 1 | 0 | 016:800 | 07     |
| 2.  | K'ingmeĸ-45 Upernavik | 4   | 1 | 2 | 1 | 007:700 | 04     |
| 3.  | UB-68 Uummannaq       | 4   | 0 | 1 | 3 | 003:110 | 01     |

|                       | Ergebnis |                       | Ort       |
| --------------------- | -------- | --------------------- | --------- |
| FC Malamuk Uummannaq  | 4:2      | K'ingmeĸ-45 Upernavik | Uummannaq |
| UB-68 Uummannaq       | 2:4      | FC Malamuk Uummannaq  | Uummannaq |
| K'ingmeĸ-45 Upernavik | 0:0      | UB-68 Uummannaq       | Uummannaq |
| K'ingmeĸ-45 Upernavik | 3:3      | FC Malamuk Uummannaq  | Uummannaq |
| FC Malamuk Uummannaq  | 5:1      | UB-68 Uummannaq       | Uummannaq |
| UB-68 Uummannaq       | 0:2      | K'ingmeĸ-45 Upernavik | Uummannaq |

### Schlussrunde

#### Vorrunde
Die Spiele fanden in Nuuk statt.
Gruppe A
| Pl. | Verein                | Sp. | S | U | N | Tore    | Punkte |
| --- | --------------------- | --- | - | - | - | ------- | ------ |
| 1.  | K-33 Qaqortoq         | 2   | 2 | 0 | 0 | 007:100 | 04     |
| 2.  | Disko-76 Qeqertarsuaq | 2   | 1 | 0 | 1 | 004:400 | 02     |
| 3.  | FC Malamuk Uummannaq  | 2   | 0 | 0 | 2 | 001:700 | 0      |

| Datum         |                      | Ergebnis  |                       |
| ------------- | -------------------- | --------- | --------------------- |
| 19. Aug. 1990 | K-33 Qaqortoq        | 3:1 (2:0) | Disko-76 Qeqertarsuaq |
| 20. Aug. 1990 | K-33 Qaqortoq        | 4:0 (2:0) | FC Malamuk Uummannaq  |
| 21. Aug. 1990 | FC Malamuk Uummannaq | 1:3 (1:1) | Disko-76 Qeqertarsuaq |

Gruppe B
| Pl. | Verein              | Sp. | S | U | N | Tore    | Punkte |
| --- | ------------------- | --- | - | - | - | ------- | ------ |
| 1.  | NÛK                 | 2   | 1 | 1 | 0 | 008:300 | 03     |
| 2.  | Aĸigssiaĸ Maniitsoq | 2   | 1 | 1 | 0 | 006:300 | 03     |
| 3.  | T-41 Aasiaat        | 2   | 0 | 0 | 2 | 002:100 | 0      |

| Datum         |                     | Ergebnis  |                     |
| ------------- | ------------------- | --------- | ------------------- |
| 19. Aug. 1990 | NÛK                 | 6:1 (3:1) | T-41 Aasiaat        |
| 20. Aug. 1990 | NÛK                 | 2:2 (2:0) | Aĸigssiaĸ Maniitsoq |
| 21. Aug. 1990 | Aĸigssiaĸ Maniitsoq | 4:1 (1:0) | T-41 Aasiaat        |

#### Platzierungsspiele
Halbfinale
| Datum         |               | Ergebnis        |                       |
| ------------- | ------------- | --------------- | --------------------- |
| 23. Aug. 1990 | K-33 Qaqortoq | 1:2 (1:1)       | Aĸigssiaĸ Maniitsoq   |
| 23. Aug. 1990 | NÛK           | 4:3 n. V. (2:2) | Disko-76 Qeqertarsuaq |

Spiel um Platz 5
| Datum         |              | Ergebnis  |                      |
| ------------- | ------------ | --------- | -------------------- |
| 24. Aug. 1990 | T-41 Aasiaat | 2:1 (1:1) | FC Malamuk Uummannaq |

Spiel um Platz 3
| Datum         |               | Ergebnis  |                       |
| ------------- | ------------- | --------- | --------------------- |
| 24. Aug. 1990 | K-33 Qaqortoq | 4:2 (2:1) | Disko-76 Qeqertarsuaq |

Finale
| Datum         |     | Ergebnis  |                     |
| ------------- | --- | --------- | ------------------- |
| 25. Aug. 1990 | NÛK | 6:0 (4:0) | Aĸigssiaĸ Maniitsoq |